# Shirataka
Shirataka (jap. 白鷹町 Shirataka-machi) – miasto w Japonii, na wyspie Honsiu, w prefekturze Yamagata. Według danych na rok 2020 miejscowość zamieszkiwało 12 890 mieszkańców , a gęstość zaludnienia wyniosła 81,7 os./km².